# Lasianthus biflorus
Lasianthus biflorus är en måreväxtart som först beskrevs av Carl Ludwig von Blume, och fick sitt nu gällande namn av Mohan Gangopadhyay och Tapas Chakrabarty. Lasianthus biflorus ingår i släktet Lasianthus och familjen måreväxter. Inga underarter finns listade i Catalogue of Life.